# Jarkko ja Laura
Jarkko ja Laura (engl.: Jarkko and Laura) ist ein finnisches Schlagerduo, bestehend aus den Sängern Jarkko Antikainen und Laura Ruotsalo.

## Werdegang
Das Duo wurde Mitte der 1960er Jahre aktiv und veröffentlichte Singles mit eigenen Titeln und Coversongs.
Als Gewinner des finnischen Vorentscheids durften sie beim Gran Premio de la Canción de Eurovision 1969 in Madrid für ihr Land antreten. Mit dem Schlager Kuin silloin ennen erreichten sie den zwölften Platz.
Kurz nach dem Wettbewerb heirateten die beiden. Bis 1972 erschienen Singles von ihnen, dann wurde Jarkko als Fotograf tätig. Laura blieb als Sängerin aktiv, 2004 erschien ein Soloalbum von ihr. Jarkko und Laura haben nur noch selten Auftritte als Duo.